# Maksim Belkov
Maksim Igorevich Belkov (em russo, Максим Игоревич Бельков, também transliterado como Maxim Belkov) (Izhevsk, Udmurtia, 9 de janeiro de 1985) é um ciclista russo que foi profissional entre 2009 e 2018.
Em 2009, estreia como profissional com a equipa ISD-Neri. Depois de duas campanhas chegou à máxima categoria do ciclismo da mão de Vacansoleil-DCM, equipa que deixou em 2012 para se unir ao Katusha Team.

## Palmarés
- 2006
  - 3.º no Campeonato da Rússia Contrarrelógio 
  - Troféu Cidade de San Vendemiano

- 2007
  - Campeonato Europeu Contrarrelógio sub-23

- 2009
  - 3.º no Campeonato da Rússia Contrarrelógio

- 2013
  - 1 etapa do Giro d'Italia[1]

- 2016
  - 3.º no Campeonato da Rússia Contrarrelógio 
  - 2.º no Campeonato da Rússia em Estrada

- 2017
  - 2.º no Campeonato da Rússia Contrarrelógio

## Resultados em Grandes Voltas e Campeonatos do Mundo
| Corrida            | Corrida            | 2009 | 2010 | 2011  | 2012 | 2013 | 2014 | 2015  | 2016  | 2017  | 2018  |
| ------------------ | ------------------ | ---- | ---- | ----- | ---- | ---- | ---- | ----- | ----- | ----- | ----- |
|                    | Giro d'Italia      | —    | —    | 101.º | —    | Ab.  | 90.º | 102.º | 116.º | 125.º | 127.º |
|                    | Tour de France     | —    | —    | —     | —    | —    | —    | —     | —     | —     | —     |
|                    | Volta a Espanha    | —    | —    | —     | —    | —    | —    | —     | —     | 134.º | —     |
| Mundial em Estrada | Mundial em Estrada | —    | —    | —     | —    | —    | —    | —     | Ab.   | Ab.   | —     |

—: não participa

Ab.: abandono

## Equipas
- ISD-Neri (2009-2010)
- Vacansoleil-DCM Pro Cycling Team (2011)
- Katusha (2012-2018)
  - Katusha Team (2012-2013)
  - Team Katusha (2014-2016)
  - Team Katusha-Alpecin (2017-2018)